# Hans Erich Nossack
Hans Erich Nossack (Hamburg, 1901. január 30. – Hamburg, 1977. november 2.) német író, költő és drámaíró.

## Élete, munkássága
Hans Erich Nossack jómódú hamburgi családból származott. Apjának kávéval és kakaóval foglalkozó kereskedőcége volt. 1919-ben érettségizett Hamburgban, a Gelehrtenschule des Johanneums gimnáziumban. 1919–20 téli szemeszterben beiratkozott az 1919-ben alapított hamburgi egyetem művészettörténet és irodalomtudomány szakára. 1920-ban a jénai egyetemen folytatta tanulmányait, ahol jogtudományt, valamint állam- és gazdaságtudományt kezdett tanulni, de tanulmányait 1922-ben nem abbahagyta. Még 1922-ben kilépett a Corps Thuringia Jena diákszövetségből is, ahol 1920 nyarától volt tagsága 1922 teléig. Ezzel egyidejűleg lemondott arról is, hogy családja támogassa őt, és segédmunkásként próbált megélni. Átmenetileg a Németország Kommunista Pártja tagja volt.
1923-ban visszatért Hamburgba, és 1925-ben feleségül vette Gabriele Knierert, akivel mindvégig együtt maradtak komoly nehézségek ellenére is. Banktisztviselőkét helyezkedett el, és a rá következő években bankárnak tanult. Kenyérkereső foglalkozása mellett verseket és drámákat írt.
1930-ban újra belépett a kommunista pártba. 1933-ban visszament a családi céghez dolgozni. Házkutatásokat tartott nála az SA és a rendőrség, de nem tartóztatták le. Nem sokkal később átvette az importcég vezetését.
1943-ban naplója és kéziratai megsemmisültek Hamburg bombázásában. Eltekintve néhány korábban publikált versétől, amelyek a Neue Rundschauban jelentek meg 1942-ben és 1944-ben, először 1947-ben jelent meg kötete a Wolfgang-Krüger Kiadónál, Hamburgban. A rá következő évben jelent meg első könyvének fordítása Franciaországban.
Prózájában a Der Untergang (1948) témája – a háború utáni német irodalomban az elsők között - a bombázások szörnyűsége, amit szülővárosa, Hamburg lerombolása során élt át.
1949-ben megválasztották Nossackot a mainzi tudományos és irodalmi akadémia tagjának. 1950-ben többek között Hans Henny Jahnn-nal együtt a művészetek szabad akadémiájának alapító tagja Hamburgban. Továbbá a darmstadti nyelvi és költészeti német akadémia tagja.
Miután nézeteltérése támadt a Wolfgang-Krüger Kiadóval Nossack a Suhrkamp Kiadóhoz ment át, és itt jelent meg 1955-ben első és legsikeresebb regénye Spätestens im November címmel. A Suhrkamp maradt ezután a kiadója egészen az Ein glücklicher Mensch című utolsó regényéig.
1956-ban a svájci iparos Kurt Bösch segítségével megszüntette a családi céget, és az Augsburg melletti Aystetten-be vonult vissza. Ettől kezdve szabadúszó íróként tevékenykedett.
Rudolf Hagelstangeval együtt Nossack képviselte az NSZK írókat 1961-ben Delhiben, a Rabindranáth Tagore 100. születésnapja alkalmából tartott ünnepségen.
1962-ben Darmstadtba költözött. 1964-től 1968-ig Nossack volt a mainzi Akademie der Wissenschaften und der Literatur alelnöke. 1965-től Frankfurt am Mainban élt, majd felesége kedvéért 1969 decemberében visszaköltözött Hamburgba, és itt élt és alkotott 1977-ben bekövetkezett haláláig.
Hagyatéka a Német Irodalmi Archívumban található Marbachban.
Nossackot szokás „Kafka után a fantasztikum legnagyobb német elbeszélőjének“ nevezni.

## Művei(nem teljes felsorolás)
- Gedichte (1947)
- Nekyia. Bericht eines Überlebenden (1947)
- Interview mit dem Tode (1948), második kiadás 1950-ben Dorothea címmel – ebben szerepel a Der Untergang
- Spätestens im November (1955), regény
- Die Hauptprobe. Eine tragödienhafte Burleske mit zwei Pausen (1956)
- Spirale. Roman einer schlaflosen Nacht (1956) – ebben szerepel többek között az Unmögliche Beweisaufnahme
- Begegnung im Vorraum (1958), két elbeszélés
- Der jüngere Bruder (1958), regény
- Nach dem letzten Aufstand. Ein Bericht (1961)
- Ein Sonderfall (1963), színdarab
- Das Testament des Lucius Eurinus (1963)
- Das kennt man (1964), elbeszélés
- Sechs Etüden (1964), elbeszélések
- Die schwache Position der Literatur (1966), beszédek és tanulmányok
- Der Fall d'Arthez (1968), regény
- Dem unbekannten Sieger (1969), regény
- Pseudoautobiographische Glossen (1971)
- Die gestohlene Melodie (1972), regény
- Bereitschaftsdienst. Bericht über die Epidemie (1973)
- Um es kurz zu machen. miniatúrák (1975)
- Ein glücklicher Mensch (1975), regény
- Die Tagebücher 1943–1977 (szerk. Gabriele Söhling) (1997)
- Geben Sie bald wieder ein Lebenszeichen. levelezés 1943–1956 (szerk. Gabriele Söhling) (2001)

### Magyarul
- A pusztulás (Der Untergang); ford. Szaszovszky József; Magvető, Budapest, 1980
- Az elveszett fivér. Szatirikus regény (Der jüngere Bruder); ford. Gergely Erzsébet; Európa, Bp., 1966 (Modern könyvtár)
- Interjú a halállal (Interview mit dem Tode); ford. Petra-Szabó Gizella; in: Interjú a halállal. Két évtized német elbeszélései; Európa, Bp., 1971; in: Huszadik századi német novellák; Noran, Bp., 2006
- A d'Arthez-ügy (Der Fall d'Arthez); ford. Tandori Dezső; Európa, Bp., 1971; Kriterion, Bukarest, 1973

## Elismerései
- 1957: A német iparszövetségek kultúrkörének elismerése
- 1961: Georg Büchner-díj
- 1963: Wilhelm-Raabe díj
- 1973: Pour le mérite a tudományért és művészetekért
- 1973: Alexander-Zinn díj
- 1974: Az NSZK érdemkeresztje

### Film
- Innenleben eines Außenseiters. dokumentumfilm, 2001, 60 perc, Susanne Bienwald és Frank Hertweck filmje, Südwestrundfunk produkció, összefoglalás

## Fordítás
- Ez a szócikk részben vagy egészben  a   Hans Erich Nossack című német Wikipédia-szócikk fordításán alapul.  Az eredeti cikk szerkesztőit annak laptörténete sorolja fel. Ez a jelzés csupán a megfogalmazás eredetét és a szerzői jogokat jelzi, nem szolgál a cikkben szereplő információk forrásmegjelöléseként.